# NGC 2135
NGC 2135 (другое обозначение — ESO 86-SC39) — рассеянное скопление в созвездии Золотой Рыбы, расположенное в Большом Магеллановом Облаке. Открыто Джоном Гершелем в 1834 году. Скопление сплюснуто на 48% относительно сферической формы, его возраст, по разным оценкам, составляет от 30 до 70 миллионов лет.
Этот объект входит в число перечисленных в оригинальной редакции «Нового общего каталога».